# Reinhold Lauffmann
Reinhold Lauffmann (* 8. Februar 1876 in Thorn; † 10. Dezember 1952) war ein deutscher Gerbereichemiker.

## Biographie
Reinhold Lauffmann besuchte nach Abschluss des Realgymnasiums die technischen Institute in Köthen und studierte anschließend Chemie an der Universität Rostock. Im Jahr 1907 trat er in die damalige Versuchsanstalt für Lederindustrie, das spätere Deutsche Lederinstitut Freiberg und heutige Forschungsinstitut für Leder und Kunststoffbahnen ein. Hier war er 42 Jahre bis zum Eintritt in den Ruhestand im Jahr 1949 tätig.
In dieser Zeit veröffentlichte R. Lauffmann nahezu 100 wissenschaftlich-technische Arbeiten zu allen Gebieten der Gerbereichemie und Gerbereitechnologie. Vor allem bekannt wurde er mit Arbeiten zur Frage der qualitativen Gerbstoffuntersuchung, der Lederfettungsmittel und des Lederfettungsprozesses. Er übernahm die Bearbeitung gerbereitechnischer Probleme in verschiedenen technischen Enzyklopädien.  Von 1922 bis 1925 war er Schriftleiter der Zeitschrift „Der Gerber“, in dessen Verlag auch seine erste zusammenfassende Artikelserie über Haut- und Lederfehler erschien, ebenso wie eine Reihe von Fortschrittsberichten.
Weniger in Erscheinung trat seine Gutachter- und Beratungstätigkeit am Deutschen Lederinstitut, „mit der R. Lauffmann der deutschen Lederwirtschaft vielerlei Dienste erwies. Trotz seines vorgeschrittenen Alters hat sich R. Lauffmann 1945 nach dem Zusammenbruch mit seinen vielseitigen Kenntnissen dem Wiederaufbau der deutschen Lederwirtschaft zur Verfügung gestellt, eine Tatsache, die die Regierung der DDR durch Bewilligung einer Ehrenpension besonders anerkannte.“

## Werke (Auswahl)
- Dictionnaire Des Termes Les Plus Importants Employés Dans L'Industrie Des Cuirs Et Peaux Allemand-Français et Français-Allemand, zusammen mit Johannes Paeßler (1912)
- Wörterbuch der wichtigsten in der Lederindustrie angewandten Fachausdrücke; Deutsch-Französisch und Französisch-Deutsch, zusammen mit Johannes Paeßler (1912)
- Die Unterscheidung und Prüfung der Gerbstoff-Auszüge (1913)
- Kleinere Schriften, S.-Abdr. und dergleichen die Gerberei betreffend, Band 8 (1916)
- Die bemerkenswerten Arbeiten der Jahre 1916–1920 aus dem Gebiete der Lederindustrie (1921)
- Handbuch der Gerbereichemie und Lederfabrikation, diverse Autoren (1936)
- Bearbeitung des Ergänzungsbandes von A. Wagner, J. Paeßler: Handbuch für die gesamte Gerberei und Lederindustrie